# Meta Mačus
Meta Mačus, slovenska atletinja, * 25. marec 1975, Šempeter pri Gorici. 
Meta Mačus je za Slovenijo nastopila na Poletnih olimpijskih igrah 2000 v Sydneyju, kjer se kot članica štafete 4 X 400 m ni uvrstila v polfinale.